# Гудушчани
Гудушчани (Гудускани, Гачани, Кучани; лат. Guduscani) су српско племе које се уз Бодриће (Ободрити, Абодрити; лат. Predenecenti) и Тимочане (лат. Timociani) први пута спомиње на тлу данашње источне Србије 818. г. под влашћу Бугара, за време владања кана Крума.
 Бележи их франачки дворски летописац Ајнхард у својима „Аналима“, наводећи њихов долазак у град Херистал 818. године, када су пред цара Луја Побожног изашли: "...nationum legati Abodritorum videlicet ac Bornae ducis Guduscanorum et Timocianorum qui nuper a Bulgarorum societate desciverant et ad nostros fines se contulerant...", потраживши војну заштиту и савез од Франака пред Бугарима.
Неки историчари сматрају да су Гудушчани били део „седам словенских племена“, познатијих под именом Северани (Северјани, Северци; грч. Σέβερεις), које помиње византијски хроничар Теофан. Северани су били распрострањени на западу до реке Тимока, па се због тога сматра да су њих чинила племена Тимочана, Браничеваца и Гудушчана (око града Гудускума; лат. Guduscum).
Из поменутих Ајнхардових „Анала“ види се да је племе Гудушчана пребегло пред Бугарима у подручје Либурније и Далмације (Лика, Гацка, Северна Далмација). Поставши франачким вазалом, гудушчански владар Борна прима титулу „кнеза Далмације“, а потом и кнеза „Далмације и Либурније“ ("...dux Dalmatiae atque Liburniae..."). Кнез Борна сматра се, у највећем делу историјске литературе, зачетником прве хрватске династије на тлу Балкана.